# Igłoszpon lisi
Igłoszpon lisi (Euoticus elegantulus) – gatunek ssaka naczelnego z rodziny galagowatych występujący w zachodniej Afryce.

## Budowa
Długość głowy i tułowia wynosi 19–23 cm, długość ogona od 26 do 32 cm; masa ciała 270–360 g. Widać dymorfizm płciowy, jako że samce osiągają większe rozmiary od samic, aczkolwiek nie jest on nasilony.
Ciało igłoszpona porasta miękkie, wełniste, gęste futro, po grzbietowej stronie ciała zabarwione na kolor złotopomarańczowy. Środkiem grzbietu niekiedy biegnie ciemniejszy pas barwy czerwonawej. Boki ciała, brzuch i ogon są barwy popiołu, szarość zapuszczać się może także na twarz i przednią część ciała, na końcu ogona pojawia się biel.
Uszy są niewielkie, krótkie, oczy zaś duże, bladopomarańczowe. Pysk badacze opisują jako tępy jak na galagowatego. Długi ogon także porasta bujne futro.

## Systematyka
Gatunek po raz pierwszy zgodnie z zasadami nazewnictwa binominalnego opisał w 1857 Le Conte. Miejsce typowe to Gabon, rzeka Ogowe, Njola. Le Conte nadał mu nazwę Microcebus elegantulus. Obecnie jednak rodzaj Microcebus (mikrusek) zaliczany jest do lemurkowatych w innym infrarzędzie. W podrodzaju Euoticus, zwanym dzisiaj igłoszponem, umieścił go w 1863 J. Gray. Do rangi odrębnego rodzaju podniósł go Schwartz w 1931, co podtrzymał Hill w 1953 i co potwierdziły nowsze badania molekularne. Niemniej jeszcze w 1988 IUCN umieszczała go w rodzaju Galago.
Obecnie nie wymienia się żadnych podgatunków, wbrew propozycji P. Grubba i innych z 2003, optujących za wyróżnieniem minimum dwóch, z nienazwaną jeszcze formą bytującą na południe od rzeki Ogowe. Obserwuje się niemniej pewną zmienność, jako że zwierzęta z głębi lądu wydają się ciemniejsze od igłoszponów znad morza, podobnie zmienność dotyczy też wielkości i koloru.

## Rozmieszczenie geograficzne
Igłoszpony lisie żyją w zachodniej Afryce. Zasiedlają Kamerun na południe od rzeki Sanaga, Gabon, Gwineę Równikową, Kongo, Demokratyczną Republikę Konga na północ od rzek Ubangi i Kongo. Ponadto 4 osobniki napotkano na północno-zachodnim końcu Republiki Środkowoafrykańskiej. Obszary te leżą na wysokości od 0 do 700 m nad poziomem morza.

## Ekologia
Siedliskiem igłoszpona lisiego są lasy. Zamieszkuje on lasy pierwotne i wtórne, litoralne, wiecznie zielone, mieszane, jak i liściaste lasy deszczowe porastające niziny, także lasy nadbrzeżne i brzegi lasów. Zajmuje tereny nisko i średnio położone. Bytuje w górnych partiach koron drzew, na wysokościach między 15 a 30 m.
Pokarm igłoszpona lisiego stanowią gumy naturalne, w pożeraniu których wykazuje on specjalizację. Wyszukuje je dzięki węchowi. Zdrapuje je grzebieniem zębowym, po czym wylizuje z żywicą długim językiem. Potrafi dobrać się do gum niedostępnych dla innych zwierząt. Jednej nocy dany igłoszpon może odwiedzić od pół tysiąca do tysiąca miejsc wydobycia gum, około 100 na godzinę, do których zmierza regularną drogą. W jednym z badań cztery piąte gum pochłanianych przez igłoszpona pochodziło z jednego gatunku lian Entada gigas. Konsumuje także owoce i młode liście, a z pokarmu zwierzęcego owady, a okazjonalnie ptaki. Prostoskrzydłe łapie w ręce.

## Tryb życia
Igłoszpon lisi wiedzie nadrzewny tryb życia. Potrafi wspinać się po gładkim podłożu dzięki wyspecjalizowanym paznokciom przypominającym szpony, bez problemu biega po gałęziach, a w razie potrzeby skoczy na odległość 2,5 m bez utraty wysokości. Ze spadkiem potrafi przebyć 8 m. Aktywność przypada głównie na noc, kiedy to żeruje, ale zdarza się, że jest aktywny również w dzień. Żyje samotnie, aczkolwiek teren zajmowany przez samca zazębia się z obszarami zasiedlanymi przez kilka samic. Samiec zajmuje nowy obszar, samica pozostaje raczej w miejscu swego urodzenia. Grupa przytulonych do siebie osobników sypia skryta w gęstwinie liści bądź rozwidleniu gałęzi. Najczęstszy dźwięk to wysoki, powtarzany sygnał t’ya z niskimi szczeknięciami przerywanymi narastającym, szybkim grzechotem.
Rozmnażanie trwa przez cały rok, jednakże narodziny przybierają na sile od stycznia do marca. Po kopulacji samica zachodzi w ciążę trwającą 135 dni, po której rodzi pojedynczego noworodka. Następne 2 miesiące przenosi go w ustach, w dalszym czasie spoczywa on na jej futrze. Po 8–10 miesiącach życia młode osiąga masę ciała dorosłego osobnika. Dzieje się to raz do roku.

## Zagrożenia i ochrona
Trend populacyjny nie jest znany. Lokalnie występuje on nawet pospolicie, zwłaszcza w lasach wtórnych zasobnych w gumy i żywice. W latach 70. XX wieku w Gabonie (Makakou) zagęszczenie oszacowano na 15–20 osobników na km².
IUCN po raz pierwszy wypowiedziała się o igłoszponie lisim w 1988, umieszczając go wtedy jeszcze w obrębie Galago ze statusem Not Threatened (NT). W 1996 zaklasyfikowano go jako Lower Risk/near threatened (LR/NT). W 2008 dokonano ponownej oceny – jako gatunek najmniejszej troski, Least Concern (LC). Klasyfikację tę zachowano w najnowszej ocenie przeprowadzonej w 2016 i opublikowanej w 2019, uzasadniając ją szerokim zasięgiem występowaniem i brakiem istotnego spadku liczebności.
Nie ma większych zagrożeń dla gatunku. Nie poluje się na niego, zamieszkuje on tereny dość słabo zaludnione. Lokalnie zagraża mu niszczenie lasów wycinanych pod plantacje palm na olej. Gatunek obejmuje załącznik II CITES. Zasiedla on tereny chronione, jak parki narodowe Boumba-Bek, Campo Ma’an, Lobéké, Dzanga-Ndoki, Monte Alen, Conkouati-Douli, Odzala-Koukoua, Nouabalé-Ndoki i Maiombe, jak i rezerwat biosfey Dja.